# 刘生
舞阳长公主（?—?），东汉第八任皇帝顺帝刘保的女儿，名刘生。她是刘保的长女，生母是虞贵人，永和三年（138年），汉顺帝刘保册封刘生为舞陽长公主，史书没有记载她的丈夫。